# تپه جعفرآباد ۱
تپه جعفرآباد ۱ مربوط به سده‌های اولیه دوران‌های تاریخی پس از اسلام است و در شهرستان کرمانشاه، بخش مرکزی، دهستان میان دربند، ۱۰۰ متری جنوب روستای جعفرآباد واقع شده و این اثر در تاریخ ۲۵ آبان ۱۳۸۷ با شمارهٔ ثبت ۲۳۸۵۷ به‌عنوان یکی از آثار ملی ایران به ثبت رسیده است.